# Abraham Gustaf Willgren
Abraham Gustaf Willgren, född 4 november 1828 i Jakob och Johannes församling, Stockholm, död 12 februari 1919 i Gammalkil. Han fick burskap 3 april 1856. Han var verksam som harmoniumtillverkare och pianobyggare fram till 1875 i Stockholm. Willgren var även verksam som massör och vattenläkare.

## Biografi
Willgren föddes 4 november 1828 i Jakob och Johannes församling, Stockholm. Han var son till instrumentmakaren Abraham Willgren och Johanna Sabina Pihl. 1856 flyttade Wilgren till Visby. Där gifte han sig med Karolina Jakobina Uner. Willgren var från 1870 bosatt på Svartmangatan 29 i Storkyrkoförsamlingen, Stockholm. I Stockholm arbetad han som orgelharmonium fabrikant.
25 september 1877 flyttade familjen till Karlskrona. Där började Willgren arbeta som vattenläkare. 1880 flyttade familjen vidare till Augerum. 1882 flyttade de till Kalmar. Samma år flyttade de tillbaka till Stockholm. 1884 flyttade familjen till Linköping. 1888 flyttade de till Solna. 1889 flyttade de till Gustav Vasa församling, Stockholm. 1907 bosatte sig familjen på Hölje 4 i Jämshög. 1911 flyttade han till Tågeröd 1 i Matteröd. Wilgren flyttade 4 juli 1913 till lägenheten Manhem i Gammalkil. Han avled 12 februari 1919 i Gammalkil.
Willgren gifte sig första gången 15 maj 1856 i Visby med Karolina Jakobina Uner (1829-1865). De fick tillsammans dottern Maria Karolina Gustava (1865-1941). Han gifte sig andra gången 8 december 1866 med Margareta Charlotta Northan (1831-1900). Han gifte sig tredje gången 7 januari 1901 med Anna Emilia Sofia Skarstedt (1867-1943).